# Königsmarck
Königsmarck är en tysk adelsätt, känd sedan mitten av 1100-talet med stamgodset Königsmark i Altmark, nära Osterburg.

## Historik
En gren av ätten inkom till Sverige under kung Albrekt av Mecklenburgs tid, men försvann under början av 1400-talet. En annan gren inkom med Hans Christoff Königsmarck, som 1652 blev grevlig ätt nummer 14 på Sveriges Riddarhus. Ätten utslocknade på manssidan med den eventuellt mördade Philip Christoffer von Königsmarck och på kvinnosidan med dennes syster Amalia Vilhelmina, gift Lewenhaupt.
I Tyskland lever en brandenburgsk gren av ätten vidare under namnet Königsmark.

### Ättens medlemmar i Sverige
- Ivar Königsmarck, som 1376 var fogde på Stockholms slott
- Riddaren Herbert Königsmarck som var hövitsman på Stockholms slott
- Henning Königsmarck som var son till riddaren Herbert Königsmarck och som 1407 deltog i underhandlingarna om Gotland
- Ida Königsmarck som var dotter till Henning Königsmarck och länsinnehavare av Kastelholms län
- Bengt Königsmarck som var son till Henning Königsmarck och som 1416 var hövitsman på Kalmar

#### Den grevliga ättegrenen von Königsmarck
- A1 Hans Christoffer von Königsmarck (1605-1663), svensk fältmarskalk ∞ Barbara Maria Agata von Leesten
  - B1 Conrad Christoffer von Königsmarck (1634-1673) ∞ Maria Christina Wrangel
    - C1 Carl Johan von Königsmarck (1659-1686)
    - C2 Maria Aurora von Königsmarck (1662-1728)
      - D1 illegitim, Moritz, greve av Sachsen (1696-1750) Fransk fältmarskalk ∞ Marie Rinteau de Verrières (1730-1775)

    - C3 Amalia Vilhelmina von Königsmarck (1663-1740) ∞ Carl Gustaf Lewenhaupt (1662-1703), sachsisk general och geheimeråd
    - C4 Philip Christoffer von Königsmarck (1665-1694)

  - B2  Johan Fredrik von Königsmarck (1635-1653)
  - B3 Beata Elisabet von Königsmarck (1637-1724) ∞ 1655 Pontus Fredrik De la Gardie (1630-1692)
  - B4 Otto Vilhelm von Königsmarck (1639-1688) ∞ 1682 Catharina Charlotta De la Gardie